# Авраамий Ростовский
Авраа́мий Росто́вский (также Авра́мий; при рождении Иверк, в крещении Аверкий) — святой преподобный Русской церкви, подвизавшийся в Ростове. Его «Житие», среди прочего, описывает сокрушение им идола Велеса и основание на том месте Богоявленского монастыря.
Память по юлианскому календарю: 29 октября (по новому стилю 11 ноября) — обретения мощей, 23 мая (5 июня) — в Соборе Ростово-Ярославских святых, 21 мая (3 июня) — в Соборе Карельских святых. В Соборе Валаамских святых — 21 августа по новому стилю (переходящий день празднования).

## Жизнеописание

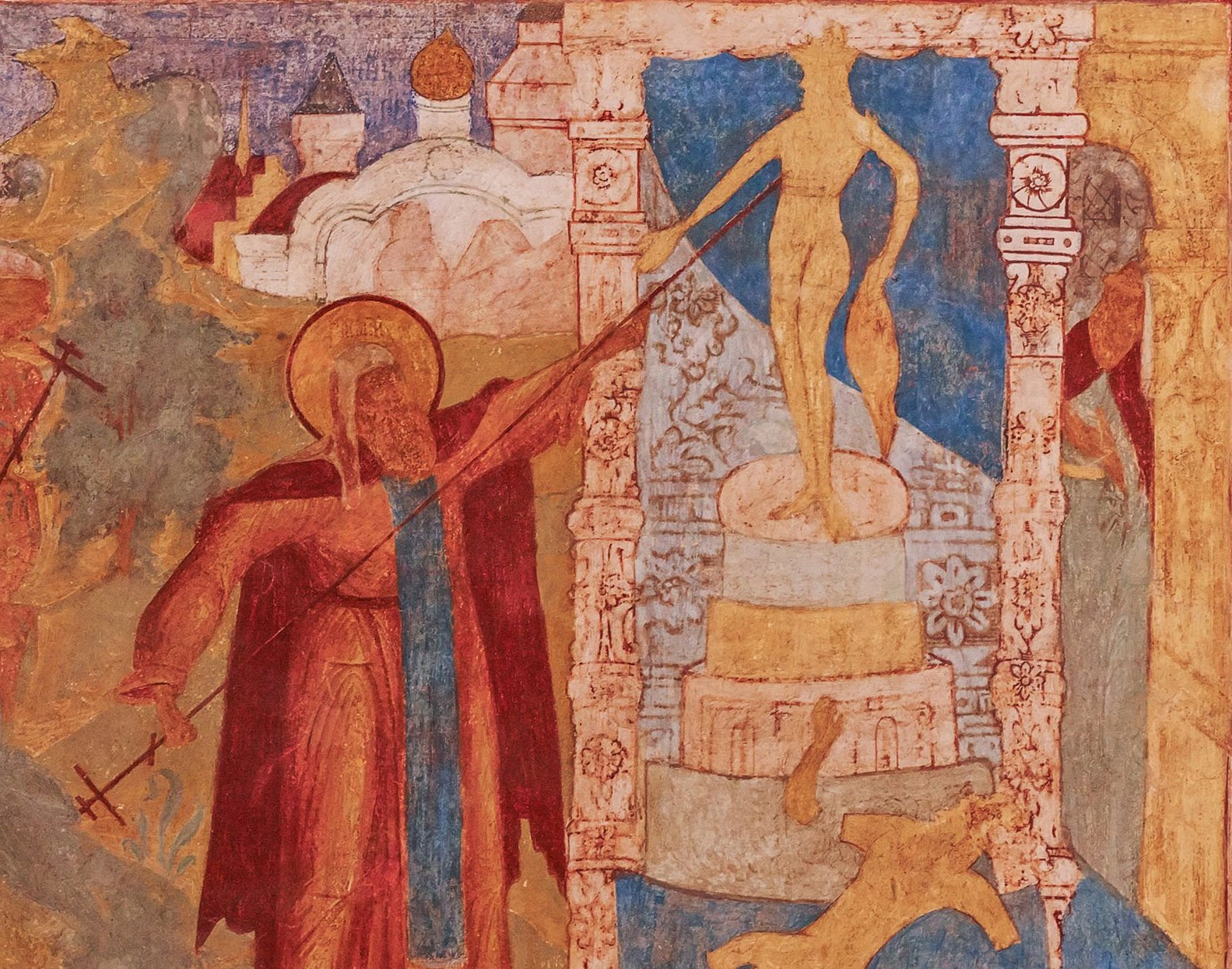
Авраам Ростовский разрушает статую Велеса

Согласно второй редакции жития, записанной не раньше второй половины XVI века, родился в Чухломе, крестился с именем Аверкий и принял монашеский постриг на Валааме. Эта же версия попала в Энциклопедический словарь Брокгауза и Ефрона. Василий Ключевский считал, что составитель второй редакции жития соединил двух разных святых — преподобных Авраамия Ростовского и Авраамия Галичского; последний в XIV веке основал на городище Чухломы Городецкий монастырь.
Авраамий поставил себе хижину у озера Неро, в краю, где местные языческие финно-угорские племена (очевидно, весь и меря) поклонялись каменному идолу Велеса, «страшилища злы и мечты творяща своим омрачением», то есть наводившего суеверный ужас на всю округу.
«Житие» его повествует о чудном видении ему апостола Иоанна Богослова, который дал ему жезл, увенчанный крестом, для сокрушения идола. В память явления преподобный воздвиг храм во имя апостола Иоанна Богослова. Убеждённые его проповедью, крестились многие язычники.
По ходатайству ростовских князей Авраамий был посвящён в сан архимандрита устроенного им Богоявленского монастыря.
Преставился в глубокой старости и был погребён в храме Богоявления.

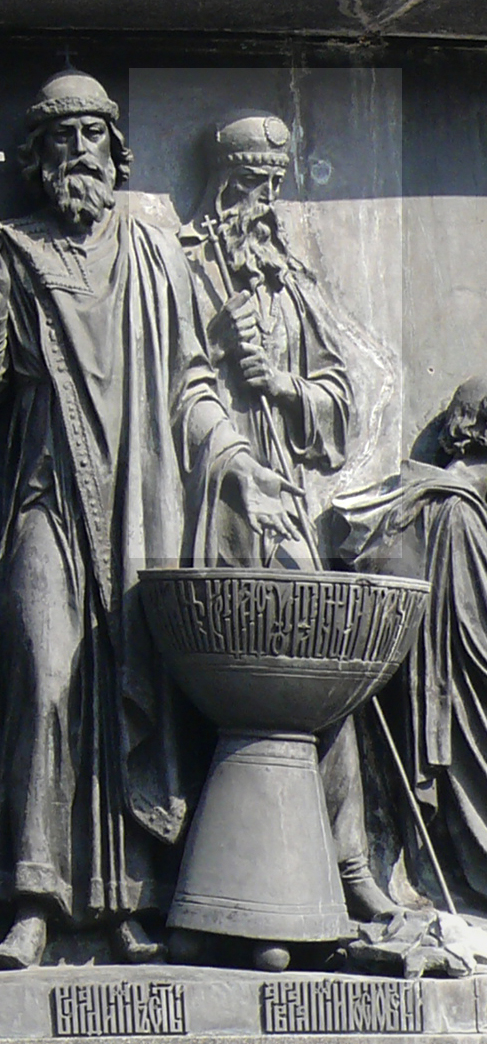
Авраамий Ростовский на Памятнике «1000-летие России» в Великом Новгороде

## Почитание и канонизация
Мощи его обретены 29 октября 1210 года при великом князе Всеволоде Большое Гнездо (1176—1212).
Общецерковная канонизация преподобного Авраамия состоялась, по предположению Голубинского, ко времени Макарьевских соборов 1547—1549 годов. Служба Авраамию Ростовскому, составленная по подобию службы преподобному Сергию Радонежскому, впервые встречается в рукописном сборнике XV века.
В 1551 году царь Иоанн Грозный, перед походом на Казань, обходил святые места. В Богоявленском монастыре ему показали тот жезл, которым преподобный Аврамий сокрушил идола Велеса. Посох царь взял с собой в поход, а крест, служивший его навершием, оставил в обители. Возвратившись после покорения Казанского ханства, Иоанн Грозный приказал построить в Аврамиевой обители новый каменный храм в честь Богоявления с четырьмя приделами и прислал туда книги и иконы.
В 1860 году Фёдор Верховцев выполнил новую раку для мощей преподобного.

## Время деятельности
Житие указывает 1010 год как дату смерти святого, однако большинство историков эту дату признаёт ошибочной. Так, Николай Карамзин указывал, что Авраамий действовал в Ростове во время или после Андрея Боголюбского. Просветительскую деятельность Авраамия в Ростове Василий Ключевский датирует 1073—1077 годами; Макарий (Булгаков) — ?—1045 годами, Андрей Титов — концом XI — началом XII века, Филарет (Гумилевский) — началом XII века. Евгений Голубинский скептически относился к самому факту существования Авраамия, видимо, считая его одним лицом с Авраамием Галичским и относя деятельность к последней четверти XIV века (согласно житиям, последний застал Юрия Дмитриевича, родившегося в 1374 году). Не считает Авраамия основателем Богоявленского монастыря и относит его жизнь к XIV веку и Арсений Кадлубовский.